# Ladislav Lisko
Ladislav Lisko (18. březen 1934 – 27. květen 2015) byl marxistický teoretik, filosof a historik. Na sklonku života se „proslavil“ osudem bývalého akademika na ulici.

## Život
Před listopadem 1989 působil v akademické sféře. V šedesátých letech působil jako zástupce ředitele Základní školy v Kysuckém Novém Městě (1964 - 1967), později byl ředitelem Gymnázia v Kysuckém Novém Městě (1967). V sedmdesátých letech působil na Katedře občanské výchovy a histórie v Banské Bystrici. Ve své publikační činnosti se věnoval vědeckému ateismu a teorii komunistické výchovy.
Po roce 1989 učil na Střední průmyslové škole strojní v Bratislavě. Později byl propuštěn a ocitl se na ulici. Vyučil se za zedníka, lešenáře a tesaře, získal výuční list a stal se mistrem na stavbě (pracoval pro firmu Pamiatkostav). Firma Pamiatkostav pod vlivem hospodářské krize v roce 2008 zkrachovala a pak se Lisko opět ocitl bez práce a na ulici. Přestěhoval se do zahrady, kde žil v chatě. Chatu mu podpálili a následne se přestěhoval se do opuštěných garáží.
Angažoval se také v politice, byl členem přípravného výboru pro řešení problému bezdomovectví. Před smrtí avizoval dokončení nové knihy.
Na sklonku života bydlel v opuštěných garážích, části Bratislava Nové Mesto - Zátiší, kde také 27. května zemřel. Pohřeb opuštěnému akademikovi zajistili aktivisté Martin Daňo a Rudolf Vasky.

## Dílo
- Teória a metóda komunistickej výchovy: Vybrané kapitoly, 1988
- Verbalizmus a intelektualizmus: O problémoch a zložitostiach svetonázorovej výchovy, 1985
- Teória a metóda komunistickej výchovy: (vybrané kapitoly), 1984[5]
- Vedeckosť marxisticko-leninského svetonázoru, 1982
- Psychologické aspekty svetonázorovej výchovy, 1982
- Náboženstvo ako sebaklam a ideológia vykorisťovateľov, 1982
- Úvod do štúdia občianskej náuky, 1981
- Marxisticko-leninské princípy kritiky náboženstva, 1981
- Ciele a úlohy svetonázorovej výchovy na Pedagogickej fakulte v Banskej Bystrici, 1980
- Uvedomelosť – základ socialistického spôsobu života / Ladislav Lisko, 1980
- Antihumanizmus buržoáznej ideológie, 1980
- Svetonázorová výchova poslucháčov učiteľského vzdelávania, 1980
- Dejiny politických a ekonomických ideológií, 1979
- Nové tendencie teológie a cirkvi / Ladislav Lisko, 1979
- Čo s tradíciami za socializmu / Ladislav Lisko, Peter Link, 1979
- Marxistické a idealistické chápanie človeka / Ladislav Lisko, Peter Link, 1979
- Zložitosť ideologického boja / V. F. Gažos, L. Lisko, 1979
- Svetonázor nie je iba súkromnou vecou človeka, 1978
- Teoretické otázky svetonázoru a svetonázorovej výchovy: pomocné učebné texty, 1977
- Kríza súčasného náboženstva a jeho modernizácia, 1976
- Marxisticko-leninský svetonázor ako základ formovania komunistického vedomia: [Autoreferát kand. dis.], 1976[6] [14]